# Сироткина, Лидия Емельяновна
Лидия Емельяновна Сироткина (26 декабря 1932, в деревне Замошье Сенненского района Витебской области — 24 июня 2015, Минск), Герой Социалистического Труда (1973), депутат Верховного Совета СССР 9-го созыва, депутат Верховного Совета БССР 10-го созыва.

## Биография
В 1957 году окончила Белорусскую сельскохозяйственную академию и стала работать главным агрономом колхоза «Первомайск» Брагинского района, с 1960 года стала руководителем отделения совхоза «Старасельский» Витебского района. С 1961 года — главный агроном, секретарь парткома, заместитель председателя колхоза им. Ленина (в 1977 году — колхоз «Победа»), с 1982 года — председатель колхоза им. Г. Димитрова Толочинского района.
Под её руководством был получен урожай в 800—1000 центнеров кукурузной массы, зерновых — 40 центнеров с гектара, а рентабельность хозяйства составила 20 %. Звание Героя Социалистического Труда присвоено в 1973 году. В 1974—1979 годах, являлась депутатом 9-го созыва Верховного Совета СССР, избиралась также депутатом 10-го созыва Верховного Совета БССР (1980—1985). Умерла 24 июня 2015 года.

## Награды
- Медаль «Серп и Молот»
- Орден Ленина
- Орден Трудового Красного Знамени
- Орден «Знак Почета»
- Медали ВДНХ СССР